# Bohumil Němeček
Pour les articles homonymes, voir Němeček.
Bohumil Němeček, né le 2 janvier 1938 à Tábor et décédé le 2 mai 2010 à Ústí nad Labem, est un boxeur tchèque combattant dans la catégorie super-légers.

## Carrière
Il remporte la médaille d'or aux Jeux olympiques de 1960 à Rome. Němeček participe également aux Jeux olympiques de 1964 à Tokyo et aux Jeux olympiques de 1968 à Mexico.

## Référence
1. ↑  (en) Résultats des Jeux olympiques 1960 (amateur-boxing.strefa.pl)